# エドゥアルド・グラチ
- エドゥアルド・グラーチ

エドゥアルド・ダヴィドヴィチ・グラチ（ロシア語: Эдуард Давидович Грач, ラテン文字転写例:Eduard Davidovich Grach, 1930年12月19日 - ）は、ソビエト連邦出身のヴァイオリニスト、指揮者。

## 経歴
オデッサ(現ウクライナ)生まれ。6歳からベンジャミン・モルドコヴィチにヴァイオリンの手ほどきを受け、ピョートル・ストリャルスキーの薫陶も受けた。第二次世界大戦中はノヴォシビルスクでジョセフ・ガットマンの教えを受けている。1944年からモスクワ音楽院付属中央音楽学校でアブラム・ヤンポリスキーのクラスに入り、1953年にはモスクワ音楽院に進む。在学中の1949年にはブダペスト青少年音楽祭コンクールで優勝、1955年にロン＝ティボー国際コンクールのヴァイオリン部門で3位入賞を果たしている。1956年にヤンポリスキーが亡くなると、先輩であるダヴィッド・オイストラフから1958年まで指導を受けた。
1953年頃からソリストとしての活動を始め、1962年にはチャイコフスキー国際コンクールのヴァイオリン部門で5位に入賞した。1964年にはエフゲニー・マリーニンおよびナタリア・シャホフスカヤとピアノ三重奏団を結成して室内楽の演奏活動も行っている。1979年からは指揮者としても活動を始め、1980年にはヴィオラ奏者としての活動も行うようになった。
教育者としては1989年から母校のモスクワ音楽院で教鞭をとり、1990年から同音楽院教授、1995年から1998年まで同音楽院のヴァイオリン科主任教授を務めた。1990年にはムジコヴィ室内管弦楽団を結成して音楽監督となった。

## 註
1. ↑  アーカイブ 2018年8月5日 - ウェイバックマシン
2. ↑  アーカイブ 2019年2月8日 - ウェイバックマシン

| スタブアイコン | サブスタブ | この項目は、まだ閲覧者の調べものの参照としては役立たない、音楽関係者（バンド等）に関連した書きかけの項目です。この項目を加筆・訂正などしてくださる協力者を求めています（P:音楽/PJ:芸能人）。 |